# リュカ・ディニュ
リュカ・ディニュ（Lucas Digne; フランス語発音: [lykɑ diɲ], 1993年7月20日 - ）は、フランス・モー出身のサッカー選手。フランス代表。プレミアリーグ・アストン・ヴィラFC所属。ポジションはディフェンダー。メディアによっては『リュカ・ディーニュ』と表記される場合もある。

## クラブ経歴

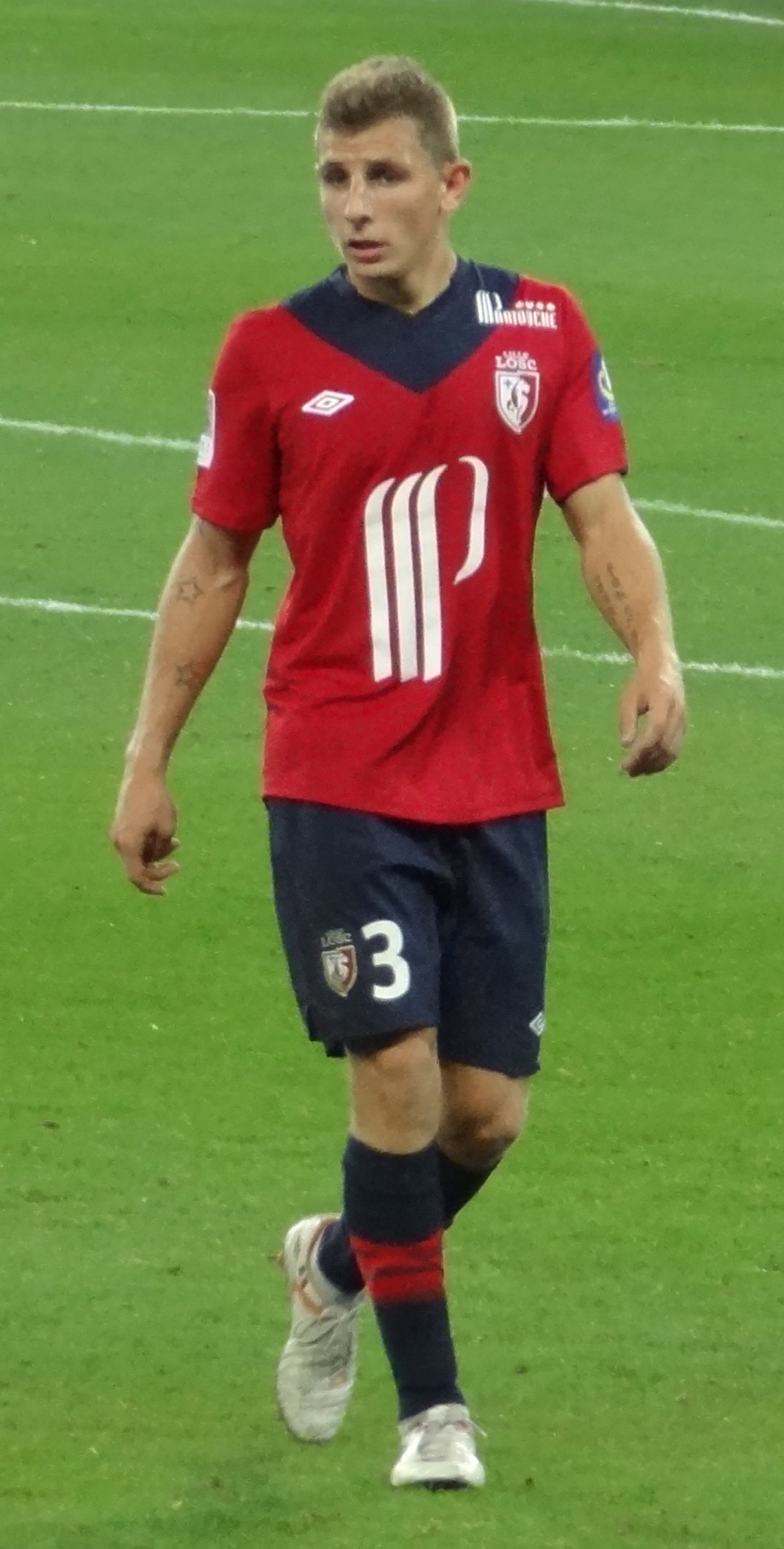
リールでプレーするディニュ（2012年）

2005年からリールのユースチームに所属し、2010年7月27日にトップチームと3年契約を締結。2012年には契約を2016年まで延長した。
2013年7月17日、パリ・サンジェルマンFCに5年契約で移籍。しかし、定位置を確保することはできず、2015年8月、リール時代の恩師、リュディ・ガルシアが監督を務めるASローマに1年間のレンタル移籍決定。ここで定位置を確保しEURO 2016のフランス代表に選ばれるほどの活躍するも、ASローマとパリ・サンジェルマンFCとの間で完全移籍について折り合いがつかず、ASローマへの完全移籍はならなかった。

### バルセロナ
2016年7月13日、5年契約でFCバルセロナへの移籍が決定。移籍金は1650万ユーロ。しかしジョルディ・アルバの牙城を崩すことができず、不遇をかこった。
2シーズンで46試合に出場し、そのうち35試合に先発するも2018 FIFAワールドカップのメンバーから外れたディニュは移籍を志願し、バルセロナは当初売却に否定的だったものの最終的には移籍の許可を出した。

### エヴァートン
2018年8月1日、エヴァートンFCと5年契約を締結したことが発表された。また、リールとローマでプレーしていた際にエヴァートンのライバルであるリヴァプールから2度のオファーがあったもののそれぞれ断っていたことを明かした。
加入後の数試合でベテランのレイトン・ベインズを上回るスタッツ（1試合平均のクロス本数、1試合平均のインターセプト数など）を複数記録したディニュは、ベインズ差し置いてエヴァートンの左サイドバックのファーストチョイスとなり、12月10日のワトフォード戦で後半アディショナルタイム6分にFKからエヴァートンでの初ゴールを決めてチームを2-2の引き分けに持ち込んだ。16日後のバーンリー戦（5-1）ではFKとロングシュートで2得点を挙げた。加入1年目から主力として活躍しプレミアリーグで33試合に先発して4ゴール4アシストを記録。14回のクリーンシートを記録したエヴァートンの4バックの1人のディニュはこのシーズンのクラブ最優秀選手と、エヴァートンの選手が選ぶシーズン最優秀選手（イドリッサ・ゲイェと同時受賞）の2つの個人タイトルを獲得した。
エヴァートンでは不動のレギュラーとして活躍するも、2021-22シーズンよりラファエル・ベニテスが監督に就任すると2021年12月のリバプールとのマージーサイド・ダービーで彼と戦術面で口論となり、その後はベンチ外処分を受ける形で出場機会を減らした。

### アストン・ヴィラ
2022年1月13日、アストン・ヴィラFCへの移籍が発表された。
5月22日、2021-22シーズンのプレミアリーグ最終節で首位のマンチェスター・シティとエティハド・スタジアムで対戦。この時、シティと2位のリヴァプールの勝ち点の差は1ポイントしかなく、シティは自力優勝ために勝利が必須だった。その注目の試合でディニュは前半終盤にマティ・キャッシュの先制点をアシストした。その後コウチーニョのゴールで2-0に突き放すも、自力優勝を諦めないシチズンの攻撃陣によって後半31分から36分までの僅か5分間で立て続けに3失点を許し、2-3で敗れた。
2022-23シーズン途中にスティーヴン・ジェラードが解任されてウナイ・エメリが監督に就任すると、彼の初陣であった11月6日のマンチェスター・ユナイテッド戦で得点し3-1の勝利に貢献。けれども、年明けにエメリはレアル・ベティスからアレックス・モレノを獲得したため1度はモレノに先発の座を奪われた。しかし、モレノが2023-24シーズンのプレシーズンで負傷した影響で再びファーストチョイスになり、ディニュはクラブの全56試合のうち46試合に出場した。
2024-25シーズンにはオランダ代表のイアン・マートセンがチェルシーから加わるも、課題となっていた守備面での改善がエメリに認められ左サイドバックのポジションを守り抜いた。
2025年8月7日、ヴィラとの契約を2028年まで延長。

## 代表経歴

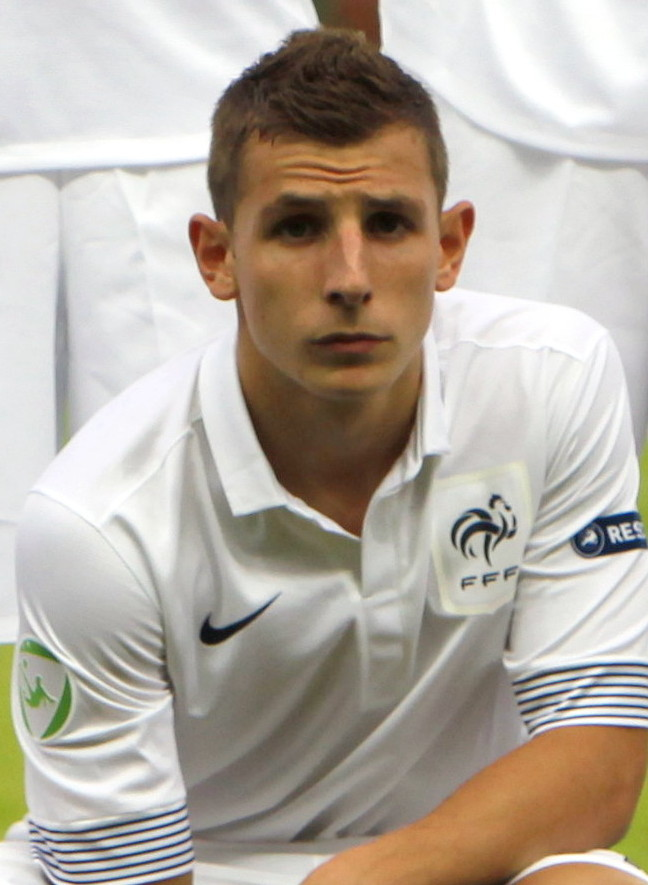
U-19代表でのディニュ（2012年）

フランス代表として各年代でプレーした。2013年に行われたU-20ワールドカップでは世界王者メンバーの一人でチームには欠かせない選手となった。U-19代表では、U-19オランダ代表との試合でFKから得点を決めて6-0の大勝に貢献した。2014年3月5日に行われたオランダ代表との親善試合でA代表初出場を果たした。2016年にはUEFA EURO 2016のメンバーに選ばれフランスは準優勝を果たしたが、ディニュは最後まで出場することはなくトーナメントを終えた。2021年、パンデミックの影響で1年延期されたUEFA EURO 2020ではグループステージ2戦目のハンガリー戦（1-1）でフル出場したが、次のポルトガル戦（2-2）で途中出場から僅か7分で負傷交代した。フランスもラウンド16でスイスとのPK戦の末に敗退した。
2022年9月、UEFAネーションズリーグ2022-23・リーグAに向けてフランス代表に招集されていたテオ・エルナンデスが負傷によって招集を辞退したことで追加招集されたものの、代表でのトレーニングで右足首を負傷したため離脱し、代わりにアドリアン・トリュフェが初招集された。
2024年9月、フェルラン・メンディが負傷によって代表を辞退したことを受けて追加招集され約2年ぶりの代表復帰となった。11月17日、UEFAネーションズリーグ2024-25・リーグAのイタリア戦（3-1）では、イタリア側のオウンゴールを誘う直接FKとアドリアン・ラビオに対する2アシストの活躍でこの試合のフランスの全得点に関与した。

## 人物
- 2017年8月17日、2017年バルセロナテロ攻撃事件を自宅から目撃し、発生直後から現場に向かって救護活動を行った[23]。
- 映画好きであり、とりわけトム・ハンクスのファンであることを公言している[3]。
- 胸に"I Never Walk Alone"とタトューを刻んでおり、リヴァプールサポーターがアンフィールドで合唱する"You’ll Never Walk Alone"と類似することからディニュもリヴァプールファンではないかと憶測を呼んだが本人がこれを否定。この言葉はディニュが幼い頃に初めて学校に行った際に両親がプレゼントしてくれたネックレスに書かれていた思い出深い言葉であることを明かした[5]。
- 若い頃からフリーキックを頻繁に蹴っており、本人も自信を持っている一方、PSGではズラタン・イブラヒモヴィッチ、ローマではフランチェスコ・トッティなど優秀なキッカーがいたためディニュが蹴るチャンスには恵まれず、エヴァートン加入前のバルセロナではリオネル・メッシがいたため出場した46試合でキッカーを務めることは1度もなかった[15]。

## 個人成績
2024年11月19日現在
| クラブ           | シーズン       | リーグ戦       | リーグ戦 | リーグ戦 | カップ戦 | カップ戦 | リーグ杯 | リーグ杯 | 国際大会 | 国際大会 | その他 | その他 | 通算 | 通算 |
| クラブ           | シーズン       | ディビジョン   | 出場     | 得点     | 出場     | 得点     | 出場     | 得点     | 出場     | 得点     | 出場   | 得点   | 出場 | 得点 |
| ---------------- | -------------- | -------------- | -------- | -------- | -------- | -------- | -------- | -------- | -------- | -------- | ------ | ------ | ---- | ---- |
| リール           | 2011-12        | リーグ・アン   | 16       | 0        | 1        | 0        | 1        | 0        | —        | —        | —      | —      | 18   | 0    |
| リール           | 2012-13        | リーグ・アン   | 33       | 2        | 2        | 0        | 2        | 0        | 7        | 1        | —      | —      | 44   | 3    |
| リール           | 通算           | 通算           | 49       | 2        | 3        | 0        | 3        | 0        | 7        | 1        | —      | —      | 62   | 3    |
| PSG              | 2013-14        | リーグ・アン   | 15       | 0        | 1        | 0        | 2        | 0        | 2        | 0        | —      | —      | 20   | 0    |
| PSG              | 2014-15        | リーグ・アン   | 15       | 0        | 5        | 0        | 2        | 0        | 1        | 0        | 1      | 0      | 24   | 0    |
| PSG              | 通算           | 通算           | 30       | 0        | 6        | 0        | 4        | 0        | 3        | 0        | 1      | 0      | 44   | 0    |
| ローマ (loan)    | 2015-16        | セリエA        | 33       | 3        | 1        | 0        | —        | —        | 8        | 0        | 0      | 0      | 42   | 3    |
| バルセロナ       | 2016-17        | ラ・リーガ     | 17       | 0        | 3        | 1        | —        | —        | 4        | 0        | 2      | 0      | 26   | 1    |
| バルセロナ       | 2017-18        | ラ・リーガ     | 12       | 0        | 4        | 0        | —        | —        | 3        | 1        | 1      | 0      | 20   | 1    |
| バルセロナ       | 通算           | 通算           | 29       | 0        | 7        | 1        | —        | —        | 7        | 1        | 3      | 0      | 46   | 2    |
| エバートン       | 2018-19        | プレミアリーグ | 35       | 4        | 1        | 0        | 1        | 0        | —        | —        | —      | —      | 37   | 4    |
| エバートン       | 2019-20        | プレミアリーグ | 35       | 0        | 1        | 0        | 3        | 1        | —        | —        | —      | —      | 39   | 1    |
| エバートン       | 2020-21        | プレミアリーグ | 30       | 0        | 3        | 0        | 3        | 0        | —        | —        | —      | —      | 36   | 0    |
| エバートン       | 2021-22        | プレミアリーグ | 13       | 0        | 0        | 0        | 2        | 1        | —        | —        | —      | —      | 15   | 1    |
| エバートン       | 通算           | 通算           | 113      | 4        | 5        | 0        | 9        | 2        | —        | —        | —      | —      | 127  | 6    |
| アストン・ヴィラ | 2021-22        | プレミアリーグ | 16       | 0        | —        | —        | —        | —        | —        | —        | —      | —      | 16   | 0    |
| アストン・ヴィラ | 2022-23        | プレミアリーグ | 28       | 1        | 1        | 0        | 2        | 1        | —        | —        | —      | —      | 31   | 2    |
| アストン・ヴィラ | 2023-24        | プレミアリーグ | 33       | 1        | 0        | 0        | 1        | 0        | 12       | 1        | —      | —      | 46   | 2    |
| アストン・ヴィラ | 2024-25        | プレミアリーグ | 11       | 0        | 0        | 0        | 0        | 0        | 2        | 0        | —      | —      | 13   | 0    |
| アストン・ヴィラ | 通算           | 通算           | 88       | 2        | 1        | 0        | 3        | 1        | 14       | 1        | —      | —      | 106  | 4    |
| キャリア総通算   | キャリア総通算 | キャリア総通算 | 342      | 11       | 23       | 1        | 19       | 3        | 39       | 3        | 4      | 0      | 427  | 18   |

1. 1 2 3 4 5 6 7  UEFAチャンピオンズリーグ
2. ↑  トロフェ・デ・シャンピオン
3. 1 2  スーペルコパ・デ・エスパーニャ
4. ↑  UEFAカンファレンスリーグ

## 代表歴

### 出場大会
- U-19フランス代表
  - 2012年 - UEFA U-19欧州選手権2012（ベスト4）
- U-20フランス代表
  - 2013年 - 2013 FIFA U-20ワールドカップ（優勝）
- フランス代表
  - 2014年 - 2014 FIFAワールドカップ（ベスト8）
  - 2018年 - UEFAネーションズリーグ2018-19・リーグA（グループ1・2位）
  - 2020年 - UEFAネーションズリーグ2020-21・リーグA（優勝）
  - 2021年 - UEFA EURO 2020（ベスト16）
  - 2022年 - UEFAネーションズリーグ2022-23・リーグA（グループ1・3位）

### 試合数
2024年11月19日現在
- 国際Aマッチ 50試合 0得点（2014年-）[25][16]

| フランス代表 | 国際Aマッチ | 国際Aマッチ |
| 年           | 出場        | 得点        |
| ------------ | ----------- | ----------- |
| 2014         | 8           | 0           |
| 2015         | 2           | 0           |
| 2016         | 5           | 0           |
| 2017         | 5           | 0           |
| 2018         | 3           | 0           |
| 2019         | 7           | 0           |
| 2020         | 5           | 0           |
| 2021         | 8           | 0           |
| 2022         | 3           | 0           |
| 2023         | 0           | 0           |
| 2024         | 4           | 0           |
| 通算         | 50          | 0           |

## タイトル

### クラブ
パリ・サンジェルマンFC
- リーグ・アン：2回 (2013-14, 2014-15)
- クープ・ドゥ・ラ・リーグ：2回 (2013-14, 2014-15)
- クープ・ドゥ・フランス：1回 (2014-15)
- トロフェ・デ・シャンピオン：3回 (2013, 2014, 2015)

FCバルセロナ
- スーペルコパ・デ・エスパーニャ：1回 (2016)
- コパ・デル・レイ：2回（2016-17, 2017-18）
- プリメーラ・ディビシオン：1回 (2017-18)

### 代表
- FIFA U-20ワールドカップ : 1回 (2013)
- UEFAネーションズリーグ : 1回 (2020-21)

### 個人
- エヴァートンシーズン最優秀選手賞：1回 (2018-19)
- エヴァートンプレーヤーズ・オブ・ザ・プレーヤー : 1回 (2018-19)